# Liste des châteaux à Malte

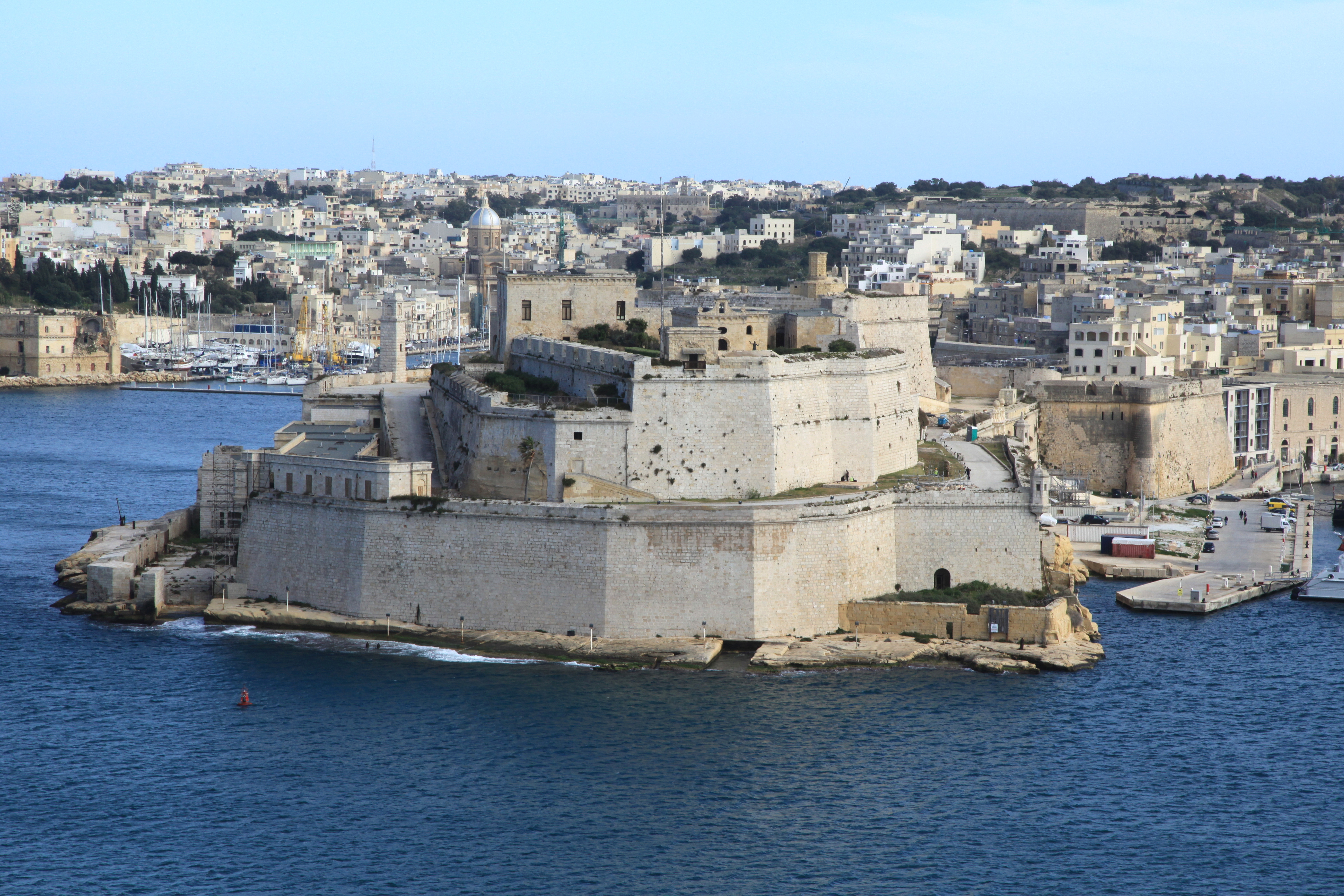
Fort Saint-Ange

Cette liste non exhaustive répertorie les principaux châteaux situés à Malte.
- Citadelle de Gozo, Ir-Rabat
- Fort Saint-Ange, Il-Birgu
- Fortifications de Mdina
- Palais Verdala, Is-Siġġiewi : Résidence estivale du président de la République de Malte
- Palais Selmun, Mellieħa